# Kersti Olin
Kersti Agneta Olin Dahlbäck, känd som Kersti Olin, född Olin 23 januari 1956 i Villstads församling, Småland, är en svensk sångerska och skådespelare. 
Olin, som är dotter till tandläkare Åke Olin, flyttade redan 1960 till Malmö med familjen. Under 1970-talet var hon medlem av visgruppen Mixed Media, i vilken även hennes syster Lena (född 1959) ingick. Mellan 1979 och 1989 var hon verksam vid Oktoberteatern i Södertälje. Sedan dess är hon frilansare, men arbetar ofta i den fria teatergruppen Musikteater89. Olin har verkat som regissör och satt upp flera ungdomsföreställningar i sin hemort Stallarholmen. Hon har också regisserat Kent Anderssons Hemmet och Momo - kampen om tiden av Michael Ende.
Olin sjunger och har en egen kvintett: Kersti Olin Band med Erik Dahlbäck, Jan Sjöblom, Tommy Skotte och Anders Ekholm. Hon samarbetar ofta med sin syster Maggi Olin som är kompositör och pianist.

## Filmografi
- 1980 – Prins Hatt under jorden